# Aminatou Nihad
 (mars 2025).
Motif : Notoriété ? Les sources secondaires n'y sont pas et les affirmations sont invérifiables
- Archive Wikiwix
- Bing
- Cairn
- DuckDuckGo
- E. Universalis
- Gallica
- Google
- G. Books
- G. News
- G. Scholar
- Persée
- Qwant
- (zh) Baidu
- (ru) Yandex
- (wd) trouver des œuvres sur Wikidata

| 1. | Préciser le motif de la pose du bandeau. | Précisez le motif de la pose du bandeau en utilisant la syntaxe suivante : {{admissibilité à vérifier\|date=mai 2025\|motif=remplacez ce texte par le motif}}                       |
| 2. | Informer les utilisateurs concernés.     | Pensez à avertir le créateur de l'article, par exemple, en insérant le code ci-dessous sur sa page de discussion : {{subst:avertissement admissibilité à vérifier\|Aminatou Nihad}} |

Pour les articles homonymes, voir Nihad.
 (février 2025).
 (février 2025).
 (février 2025).
La mise en forme du texte ne suit pas les recommandations de Wikipédia : il faut le « wikifier ».
Les points d'amélioration suivants sont les cas les plus fréquents :
- Les titres sont pré-formatés par le logiciel. Ils ne sont ni en capitales, ni en gras.
- Le texte ne doit pas être écrit en capitales (les noms de famille non plus), ni en gras, ni en italique, ni en « petit »…
- Le gras n'est utilisé que pour surligner le titre de l'article dans l'introduction, une seule fois.
- L'italique est rarement utilisé : mots en langue étrangère, titres d'œuvres, noms de bateaux, etc.
- Les citations ne sont pas en italique mais en corps de texte normal. Elles sont entourées par des guillemets français : « et ».
- Les listes à puces sont à éviter, des paragraphes rédigés étant largement préférés. Les tableaux sont à réserver à la présentation de données structurées (résultats, etc.).
- Les appels de note de bas de page (petits chiffres en exposant, introduits par l'outil «  Source ») sont à placer entre la fin de phrase et le point final[comme ça].
- Les liens internes (vers d'autres articles de Wikipédia) sont à choisir avec parcimonie. Créez des liens vers des articles approfondissant le sujet. Les termes génériques sans rapport avec le sujet sont à éviter, ainsi que les répétitions de liens vers un même terme.
- Les liens externes sont à placer uniquement dans une section « Liens externes », à la fin de l'article. Ces liens sont à choisir avec parcimonie suivant les règles définies. Si un lien sert de source à l'article, son insertion dans le texte est à faire par les notes de bas de page.
- La présentation des références doit suivre les conventions bibliographiques. Il est recommandé d'utiliser les modèles {{Ouvrage}}, {{Chapitre}}, {{Article}}, {{Lien web}} et/ou {{Bibliographie}}. Le mode d'édition visuel peut mettre en forme automatiquement les références.
- Insérer une infobox (cadre d'informations à droite) n'est pas obligatoire pour parachever la mise en page.

Pour une aide détaillée, merci de consulter Aide:Wikification.
Si vous pensez que ces points ont été résolus, vous pouvez retirer ce bandeau et améliorer la mise en forme d'un autre article.
Aminatou Nihad de son nom complet Adamou Aminatou Nihad, née le 19 juin 2009 à Meiganga dans la région de l'Adamaoua Cameroun, est une actrice, entrepreneuse.

## Biographie

### Enfance et études
Aminatou Nihad est née le 19 juin 2009 à Maroua, grandit entre Meïganga, Douala et Yaoundé. Aînée d’une fratrie de deux enfants, elle perd son père en 2014. Elle sera admise en classe de SIL à 5ans et obtiendra son certificat d’études primaires ( CEP) à l’âge de 9 ans en classe CM1. Puis son Brevet d'Études du Premier Cycle ( BEPC) à l’âge de 12 ans en classe de 4ème .Ensuite son probatoire à 14ans en classe de première A4esp.Elle poursuit ses études, et est actuellement en classe de terminale.

### Carrière
Aminatou Nihad, une étoile montante de 15 ans a su captiver le public grâce à son talent exceptionnel dans le monde du cinéma. Passionnée de lecture et d’écriture , elle a commencé à se faire un nom dès son plus jeune âge en apparaissant dans de nombreuses séries et film. Son amour pour le cinéma a pris forme en 2019 lorsqu’elle a suivi une formation chez Blue Rain Entertainment où elle a obtenu un diplôme en Actorat. En 2020, elle a décroché son tout premier rôle dans la série a succès Madame... Monsieur une série en trois saisons . Parallèlement à sa passion pour le cinéma, Nihad élargi ses horizons en lançant officiellement sa marque de produit capillaires.

## Filmographie

### Séries
- 2020: Madame... Monsieur saison 1 d'Ebenezer Kepombia
- 2021: Madame... Monsieur saison 2 d'Ebenezer Kepombia
- 2022: Madame... Monsieur saison 3 d'Ebenezer Kepombia

### Films
- 2020: Aline de Salem Kedy
- 2022: code de  Ghislain Towa